# Casa na Rua Cónego Rasquinho
A Casa na Rua Cónego Rasquinho é um edifício histórico na vila de Alcantarilha, no Município de Silves, em Portugal. 

## Descrição e história
O imóvel consiste numa casa abastada, possivelmente do século XIX, que foi posteriormente ocupada por uma instituição de funções culturais e recreativas. Pelo lado Norte, o edifício está anexado à Casa da Coroa.
Faz parte da zona de protecção da Igreja Paroquial de Alcantarilha, que foi classificada como Imóvel de Interesse Público.